# Gary R. Lewin
Gary R. Lewin (* 1965 auf der Isle of Man) ist ein britischer Neurobiologe, der sich mit Schmerzempfinden befasst.

## Leben
Lewin wuchs in Douglas (Isle of Man) auf. Er studierte Physiologie und Pharmakologie an der University of Sheffield mit dem Bachelor-Abschluss 1986 und wurde 1990 bei Stephen B. McMahon an der St. Thomas Hospital Medical School (Sherrington School of Physiology) in London promoviert. Von Einfluss auf ihn war dort auch der Schmerzforscher Patrick David Wall. Als Post-Doktorand war er vier Jahre bei Lorne Mendell an der State University of New York at Stony Brook (SUNY), zuletzt als Research Assistant Professor. 1993 erhielt er einen Humboldt-Forschungspreis und ging an das Max-Planck-Institut für Psychiatrie in München zu Yves-Alain Barde (Forschung über Neurotrophin-3, Brain derived neurotrophic factor BDNF). Er ist seit 1996 als Gruppenleiter am Max-Delbrück-Centrum für Molekulare Medizin (MDC) in Berlin-Buch. Außerdem ist er seit 2003 Professor an der Charité.
Lewin entdeckte in den 1990er Jahren an der SUNY die Rolle von NGF bei Verletzungen und Entzündungen und dabei auftretenden Schmerzen. Er konnte mit Antikörpern gegen NGF den Entzündungsschmerz bei Mäusen hemmen, woraus später ein Medikament gegen Osteoarthritis hervorging, das 2019 in klinischen Tests war.
Er entdeckte auch 2007 die Rolle des Proteins STOML3 bei neuropathischen Schmerzen (Tastempfindlichkeit), das Ionenkanäle von Zellen steuert. Durch Hemmung des Proteins gelang ihm eine Unterdrückung der Schmerzen, was ebenfalls zur Entwicklung eines Medikaments führte. Zuvor war schon von anderen Forschern an Fadenwürmern Hinweise darauf entdeckt worden, dass der Tastsinn mechanisch über die Einwirkung auf Ionenkanäle von Nervenenden in der Haut funktioniert.
2019 erhielt er den Ernst-Jung-Preis für Grundlagenforschung zu Tastsinn und Schmerzempfinden mit neuen Aussichten auf Therapien für chronische Schmerzen.
Umstritten sind seine Experimente an Nacktmullen. Lewin fand heraus, dass diese bis zu 30 Minuten ohne Sauerstoff auskommen können, was sie für ihn zu interessanten Versuchstieren für die Suche nach Therapien bei Schlaganfall und Herzinfarkt machten. Dafür unterzog er die Tiere einem künstlichen Sauerstoffentzug und bemerkte dabei mit Thomas Park, dass sie ihren Stoffwechsel von Galaktose auf Fruktose umstellen. Das wurde 2017 von der – allgemein gegen Tierversuche gerichteten – Organisation Ärzte gegen Tierversuche kritisiert und mit ihrem Negativpreis Herz aus Stein versehen. Lewin verwendet Nacktmulle wegen ihrer Schmerzunempfindlichkeit auch als Versuchstiere für die Erforschung des Schmerzsinns, entnimmt dabei aber nach eigenen Angaben nur Blut und sucht darin nach den für das Fehlen des Schmerzsinns verantwortlichen Genen. 2011 erhielt er zur Förderung dieser Versuche einen ERC Advanced Grant. Er fand heraus, dass den Nacktmullen Substanz P in der Haut fehlt (und die Schmerzempfindlichkeit der Nacktmulle steigt, falls die Substanz bei genveränderten Individuen vorhanden ist) und, dass der Schmerzrezeptor TrkA, an dem NGF angreift, bei Nacktmullen leicht verändert ist.
Lewin erforscht an seinem Labor auch andere Aspekte der Biologie von Nacktmullen wie ihre Sprache. In seinem Labor plant er den Ausbau seiner Nacktmull-Kolonie zur zweitgrößten Laborkolonie nach der von Google, wo das hohe Alter der Nacktmulle erforscht wird.
Er ist verheiratet und hat drei Kinder.

## Schriften (Auswahl)
- mit L. M. Mendell: Nerve growth factor and nociception, Trends in Neurosciences, Band 16, 1993, S. 353–359
- mit A. M. Ritter, L. M. Mendell: Nerve growth factor-induced hyperalgesia in the neonatal and adult rat, Journal of Neuroscience, Band 13, 1993, S. 2136–2148
- mit A. Rueff, L. M. Mendell: Peripheral and central mechanisms of NGF-induced hyperalgesia, European Journal of Neuroscience, Band 6, 1994, S. 1903–1912
- mit Y. A. Barde: Physiology of neurothrophins, Annual Review of Neuroscience, Band 19, 1996, S. 289–317
- mit Dieter Riethmacher, Carmen Birchmeier u. a.: Severe neuropathies in mice with targeted mutations in the ErbB3 receptor, Nature, Band 389, 1997, S. 725
- mit P. Carroll u. a.: A role for BDNF in mechanosensation, Nature Neuroscience, Band 1, 1998, S. 42
- mit C. L. Stucky: Isolectin B4-positive and-negative nociceptors are functionally distinct, Journal of Neuroscience, Band 19, 1999, S. 6497–6505
- mit J. B. Pesquero, Michael Bader u. a.: Hypoalgesia and altered inflammatory responses in mice lacking kinin B1 receptors, Proceedings of the National Academy of Sciences USA, Band 97, 2000, S. 8140–8145
- mit Margaret P. Price u. a.: The mammalian sodium channel BNC1 is required for normal touch sensation, Nature, Band 407, 2000, S. 1007
- mit M. P. Price u. a.: The DRASIC cation channel contributes to the detection of cutaneous touch and acid stimuli in mice, Neuron, Band 32, 2001, S. 1071–1083
- mit R. Moshourab: Mechanosensation and pain, Journal of Neurobiology, Band 61, 2004, S.  30–44
- mit C. Wetzel u. a.: A stomatin-domain protein essential for touch sensation in the mouse, Nature, Band 445, 2007, S. 206
- mit P. Jansen u. a.: Roles for the pro-neurotrophin receptor sortilin in neuronal development, aging and brain injury, Nature Neuroscience, Band 10, 2007, S. 1449
- mit Ying Lu u. a.: Selective inflammatory pain insensitivity in the African naked mole-rat (Heterocephalus glaber), PLoS biology, Band 6, 2008, Heft 1
- mit S. Ranade u. a.: Piezo2 is the major transducer of mechanical forces for touch sensation in mice, Nature, Band 516, 2014, S. 121
- mit Thomas Park u. a.: Fructose driven glycolysis supports anoxia resistance in the naked mole-rat, Science, Band 356, 2017, S. 307–311

## Auszeichnungen
- 2008 Mitglied der European Molecular Biology Organization (EMBO)[4]
- 2019 Ernst Jung-Preis für Medizin[5]
- 2022 Ehrenmitglied der britischen Physiological Society[6]